# Фердинанд IV Габсбург
Фердинанд IV (нім. Ferdinand IV; 8 вересня 1633, Відень — 9 липня 1654, Відень) — римський король з 1653 року, номінальний король Чехії c 1646 року та Угорщини, титулярний король Галичини і Володимерії з 1647 року.
Син імператора Фердинанда III і його першої дружини Марії Анни Іспанської, дочки короля Філіпа III Благочестивого.

## Біографія

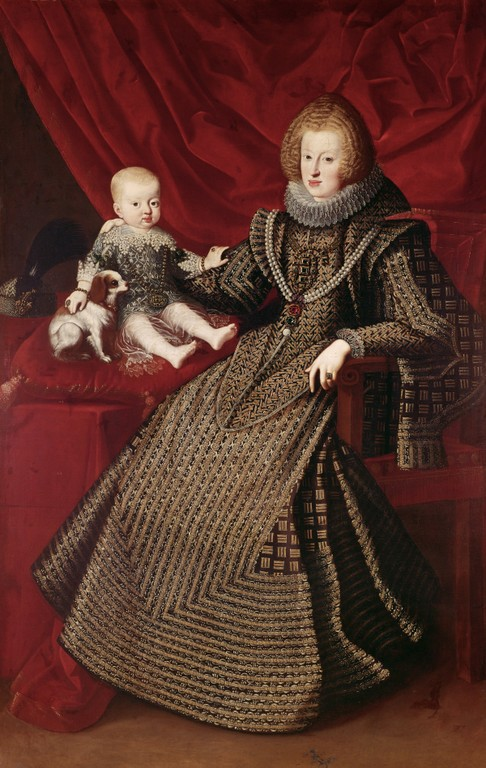
Імператриця Марія Анна з сином Фердинандом

Ерцгерцог Франц Фердинанд був старшим сином у родині імператора Фердинанда III і Марії Анни Іспанської. Мав двох сестер і трьох братів (вижили тільки ерцгерцог Леопольд і Маріанна Австрійська). По матері — онук іспанського короля Філіпа III і Маргарити, уродженої ерцгерцогині Австрійської.
У 1646 році у віці 13 років його обрали королем Чехії, але фактично не правив.
У наступному році його обрали королем Угорщини, коронація відбулася 16 червня 1647 року в Братиславі.
Великим політичним успіхом імператора Фердинанда III стало обрання старшого сина римським королем, що відбулося 31 травня 1654 року. Фердинанда IV коронували в Регенсбурзі 18 червня того ж року. Однак 20-річний юнак заразився і захворів на натуральну віспу, від якої й помер 9 липня 1654 року у Відні. Похований у родинній усипальниці Габсбургів.
Імператор важко переживав смерть старшого сина, яка мала і серйозні політичні наслідки. Домогтися обрання Леопольда, молодшого брата померлого Фердинанда IV, римським королем змогли лише в 1658 році. Але до того часу в 1657 році помер і сам імператор Фердинанд III.
Планувався шлюб між Фердинандом IV та іспанською принцесою Марією Терезією, старшою дочкою Філіпа IV, який не відбувся через смерть принца. Марія-Терезія пізніше стала дружиною свого кузена, короля Франції Людовіка XIV.

## Родовід
|  |  |                    |                    |                    |                    |                      |                      |                      |                      | Альбрехт V           | Альбрехт V           | Альбрехт V             | Альбрехт V             | Альбрехт V             | Альбрехт V             |                        |                        | Анна Габсбург         | Анна Габсбург         | Анна Габсбург         | Анна Габсбург         | Анна Габсбург         | Анна Габсбург         |  |  |                       |                       |                       |                       |                       |                       |                      |                      |                      |                      |                      |                      |                    |                    |                    |                    |                    |                    |                  |                  |                  |                  |
|  |  |                    |                    |                    |                    |                      |                      |                      |                      | Альбрехт V           | Альбрехт V           | Альбрехт V             | Альбрехт V             | Альбрехт V             | Альбрехт V             |                        |                        | Анна Габсбург         | Анна Габсбург         | Анна Габсбург         | Анна Габсбург         | Анна Габсбург         | Анна Габсбург         |  |  |                       |                       |                       |                       |                       |                       |                      |                      |                      |                      |                      |                      |                    |                    |                    |                    |                    |                    |                  |                  |                  |                  |
|  |  |                    |                    |                    |                    |                      |                      |                      |                      |                      |                      |                        |                        |                        |                        |                        |                        |                       |                       |                       |                       |                       |                       |  |  |                       |                       |                       |                       |                       |                       |                      |                      |                      |                      |                      |                      |                    |                    |                    |                    |                    |                    |                  |                  |                  |                  |
|  |  |                    |                    |                    |                    |                      |                      |                      |                      |                      |                      |                        |                        |                        |                        |                        |                        |                       |                       |                       |                       |                       |                       |  |  |                       |                       |                       |                       |                       |                       |                      |                      |                      |                      |                      |                      |                    |                    |                    |                    |                    |                    |                  |                  |                  |                  |
|  |  | Рената Лотаринзька | Рената Лотаринзька | Рената Лотаринзька | Рената Лотаринзька | Рената Лотаринзька   | Рената Лотаринзька   |                      |                      | Вільгельм V          | Вільгельм V          | Вільгельм V            | Вільгельм V            | Вільгельм V            | Вільгельм V            |                        |                        | Марія Анна Баварська  | Марія Анна Баварська  | Марія Анна Баварська  | Марія Анна Баварська  | Марія Анна Баварська  | Марія Анна Баварська  |  |  | Карл II               | Карл II               | Карл II               | Карл II               | Карл II               | Карл II               |                      |                      | Філіп II             | Філіп II             | Філіп II             | Філіп II             | Філіп II           | Філіп II           |                    |                    | Анна Австрійська   | Анна Австрійська   | Анна Австрійська | Анна Австрійська | Анна Австрійська | Анна Австрійська |
|  |  | Рената Лотаринзька | Рената Лотаринзька | Рената Лотаринзька | Рената Лотаринзька | Рената Лотаринзька   | Рената Лотаринзька   |                      |                      | Вільгельм V          | Вільгельм V          | Вільгельм V            | Вільгельм V            | Вільгельм V            | Вільгельм V            |                        |                        | Марія Анна Баварська  | Марія Анна Баварська  | Марія Анна Баварська  | Марія Анна Баварська  | Марія Анна Баварська  | Марія Анна Баварська  |  |  | Карл II               | Карл II               | Карл II               | Карл II               | Карл II               | Карл II               |                      |                      | Філіп II             | Філіп II             | Філіп II             | Філіп II             | Філіп II           | Філіп II           |                    |                    | Анна Австрійська   | Анна Австрійська   | Анна Австрійська | Анна Австрійська | Анна Австрійська | Анна Австрійська |
|  |  |                    |                    |                    |                    |                      |                      |                      |                      |                      |                      |                        |                        |                        |                        |                        |                        |                       |                       |                       |                       |                       |                       |  |  |                       |                       |                       |                       |                       |                       |                      |                      |                      |                      |                      |                      |                    |                    |                    |                    |                    |                    |                  |                  |                  |                  |
|  |  |                    |                    |                    |                    |                      |                      |                      |                      |                      |                      |                        |                        |                        |                        |                        |                        |                       |                       |                       |                       |                       |                       |  |  |                       |                       |                       |                       |                       |                       |                      |                      |                      |                      |                      |                      |                    |                    |                    |                    |                    |                    |                  |                  |                  |                  |
|  |  |                    |                    |                    |                    | Марія Анна Баварська | Марія Анна Баварська | Марія Анна Баварська | Марія Анна Баварська | Марія Анна Баварська | Марія Анна Баварська |                        |                        |                        |                        |                        |                        | Фердинанд II Габсбург | Фердинанд II Габсбург | Фердинанд II Габсбург | Фердинанд II Габсбург | Фердинанд II Габсбург | Фердинанд II Габсбург |  |  | Маргарита Австрійська | Маргарита Австрійська | Маргарита Австрійська | Маргарита Австрійська | Маргарита Австрійська | Маргарита Австрійська |                      |                      |                      |                      |                      |                      | Філіп III Побожний | Філіп III Побожний | Філіп III Побожний | Філіп III Побожний | Філіп III Побожний | Філіп III Побожний |                  |                  |                  |                  |
|  |  |                    |                    |                    |                    | Марія Анна Баварська | Марія Анна Баварська | Марія Анна Баварська | Марія Анна Баварська | Марія Анна Баварська | Марія Анна Баварська |                        |                        |                        |                        |                        |                        | Фердинанд II Габсбург | Фердинанд II Габсбург | Фердинанд II Габсбург | Фердинанд II Габсбург | Фердинанд II Габсбург | Фердинанд II Габсбург |  |  | Маргарита Австрійська | Маргарита Австрійська | Маргарита Австрійська | Маргарита Австрійська | Маргарита Австрійська | Маргарита Австрійська |                      |                      |                      |                      |                      |                      | Філіп III Побожний | Філіп III Побожний | Філіп III Побожний | Філіп III Побожний | Філіп III Побожний | Філіп III Побожний |                  |                  |                  |                  |
|  |  |                    |                    |                    |                    |                      |                      |                      |                      |                      |                      |                        |                        |                        |                        |                        |                        |                       |                       |                       |                       |                       |                       |  |  |                       |                       |                       |                       |                       |                       |                      |                      |                      |                      |                      |                      |                    |                    |                    |                    |                    |                    |                  |                  |                  |                  |
|  |  |                    |                    |                    |                    |                      |                      |                      |                      |                      |                      | Фердинанд III Габсбург | Фердинанд III Габсбург | Фердинанд III Габсбург | Фердинанд III Габсбург | Фердинанд III Габсбург | Фердинанд III Габсбург |                       |                       |                       |                       |                       |                       |  |  |                       |                       |                       |                       |                       |                       | Марія Анна Іспанська | Марія Анна Іспанська | Марія Анна Іспанська | Марія Анна Іспанська | Марія Анна Іспанська | Марія Анна Іспанська |                    |                    |                    |                    |                    |                    |                  |                  |                  |                  |
|  |  |                    |                    |                    |                    |                      |                      |                      |                      |                      |                      | Фердинанд III Габсбург | Фердинанд III Габсбург | Фердинанд III Габсбург | Фердинанд III Габсбург | Фердинанд III Габсбург | Фердинанд III Габсбург |                       |                       |                       |                       |                       |                       |  |  |                       |                       |                       |                       |                       |                       | Марія Анна Іспанська | Марія Анна Іспанська | Марія Анна Іспанська | Марія Анна Іспанська | Марія Анна Іспанська | Марія Анна Іспанська |                    |                    |                    |                    |                    |                    |                  |                  |                  |                  |
|  |  |                    |                    |                    |                    |                      |                      |                      |                      |                      |                      |                        |                        |                        |                        |                        |                        |                       |                       |                       |                       |                       |                       |  |  |                       |                       |                       |                       |                       |                       |                      |                      |                      |                      |                      |                      |                    |                    |                    |                    |                    |                    |                  |                  |                  |                  |
|  |  |                    |                    |                    |                    |                      |                      |                      |                      |                      |                      |                        |                        |                        |                        |                        |                        |                       |                       |                       |                       | Фердинанд IV          |                       |  |  |                       |                       |                       |                       |                       |                       |                      |                      |                      |                      |                      |                      |                    |                    |                    |                    |                    |                    |                  |                  |                  |                  |